# Wasat
Wasat, även Delta Geminorum (förkortat Delta Gem och δ Gem ), är ett trippelstjärnsystem i stjärnbilden Tvillingarna.

## Nomenklatur
δ Geminorum (latiniseras till Delta Geminorum) är stjärnans Bayer-beteckning.
Den har det traditionella namnet Wasat, som härstammar från det arabiska ordet för "mitten". År 2016 organiserade internationella astronomiska unionen en arbetsgrupp för stjärnnamn (WGSN)  för att katalogisera och standardisera egennamn för stjärnor. WGSN godkände namnet Wasat för denna stjärna den 21 augusti 2016 och kallas nu så i IAU-katalogen.

## Egenskaper
Wasat är en subgiantstjärna av spektraltyp F0 IV. Dess avstånd från solen är ungefär 60,5 ljusår (18,5 parsecs). Stjärnans massa är 1,57 gånger solens  och roterar snabbt med en projicerad rotationshastighet av 129,7 km/s. Dess beräknade ålder är 1,6 miljarder år.
Wasat har en skenbar visuell magnitud av 3,53 och kan ses med blotta ögat. Den befinner sig två tiondels grad söder om ekliptikan, och avskärmas därför ibland  av månen och mer sällan, av en planet. Den senaste ockultationen med en planet var Saturnus den 30 juni 1857 och nästa kommer att vara med Venus den 12 augusti, 2420. År 1930 upptäcktes dvärgplaneten Pluto cirka 0,5° öster om denna stjärna av den amerikanske astronomen Clyde Tombaugh. 
Wasat är ett trippelstjärnsystem. De inre komponenterna bildar ett spektroskopiskt binärt system med en period på 6,1 år (2 238,7 dagar) och en orbital excentricitet på 0,3530. En kallare följeslagare av klass K är inte synlig för blotta ögat, men klart synlig i ett litet teleskop. Den kretsar kring det inre paret med en period av 1 200 år och en excentricitet på 0,11. Trots att dess radiella hastighet är bort från solen, närmar den sig faktiskt solsystemet. Om cirka 1,1 miljoner år, kommer den att vara som närmast solen med ett avstånd på ca 6,7 ljusår (2,1 pc).